# Evgenij Grišin (pallanuotista)
Evgenij Borisovič Grišin (in russo Евгений Борисович Гришин?; Mosca, 1º ottobre 1959) è un ex pallanuotista sovietico, vincitore di una medaglia d'oro alle olimpiadi di Mosca 1980 e di una di bronzo alle olimpiadi di Seul 1988.
È figlio degli olimpionici Valentina Rastvorova e Boris Grišin.